# Eschweiler-Ost

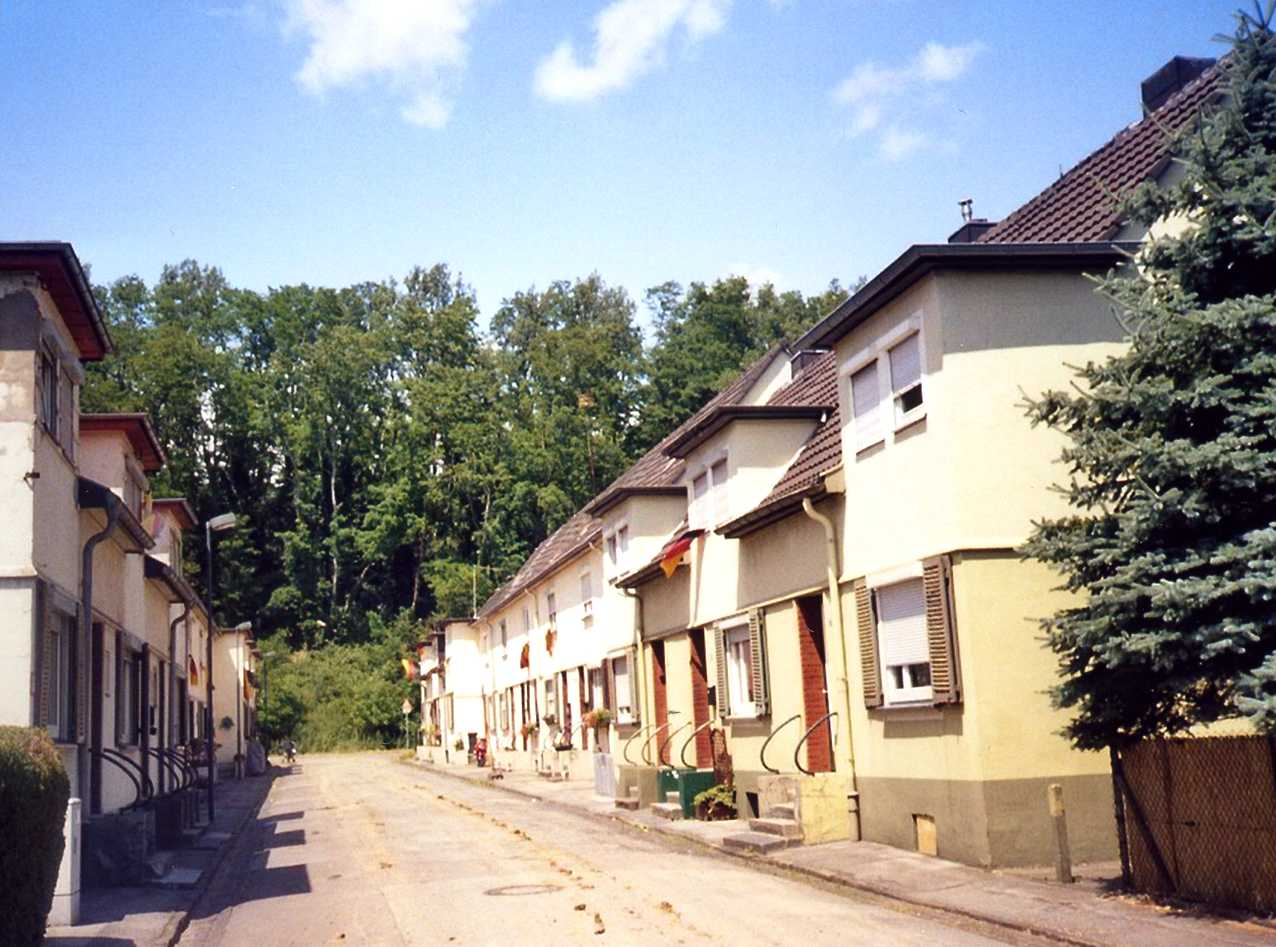
Typische Bergarbeiterhäuser

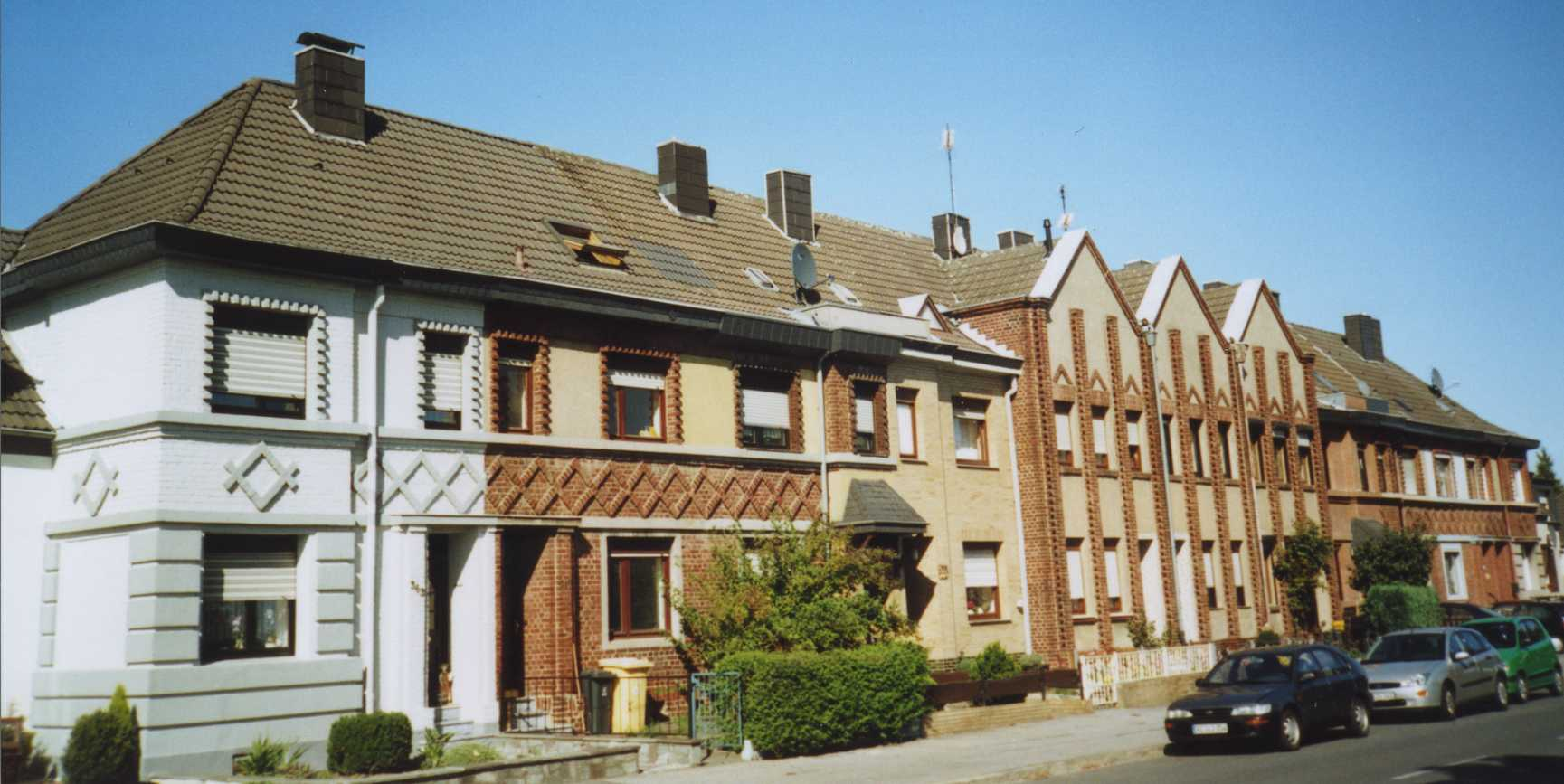
Bergarbeiterhäuser am Wetterschacht

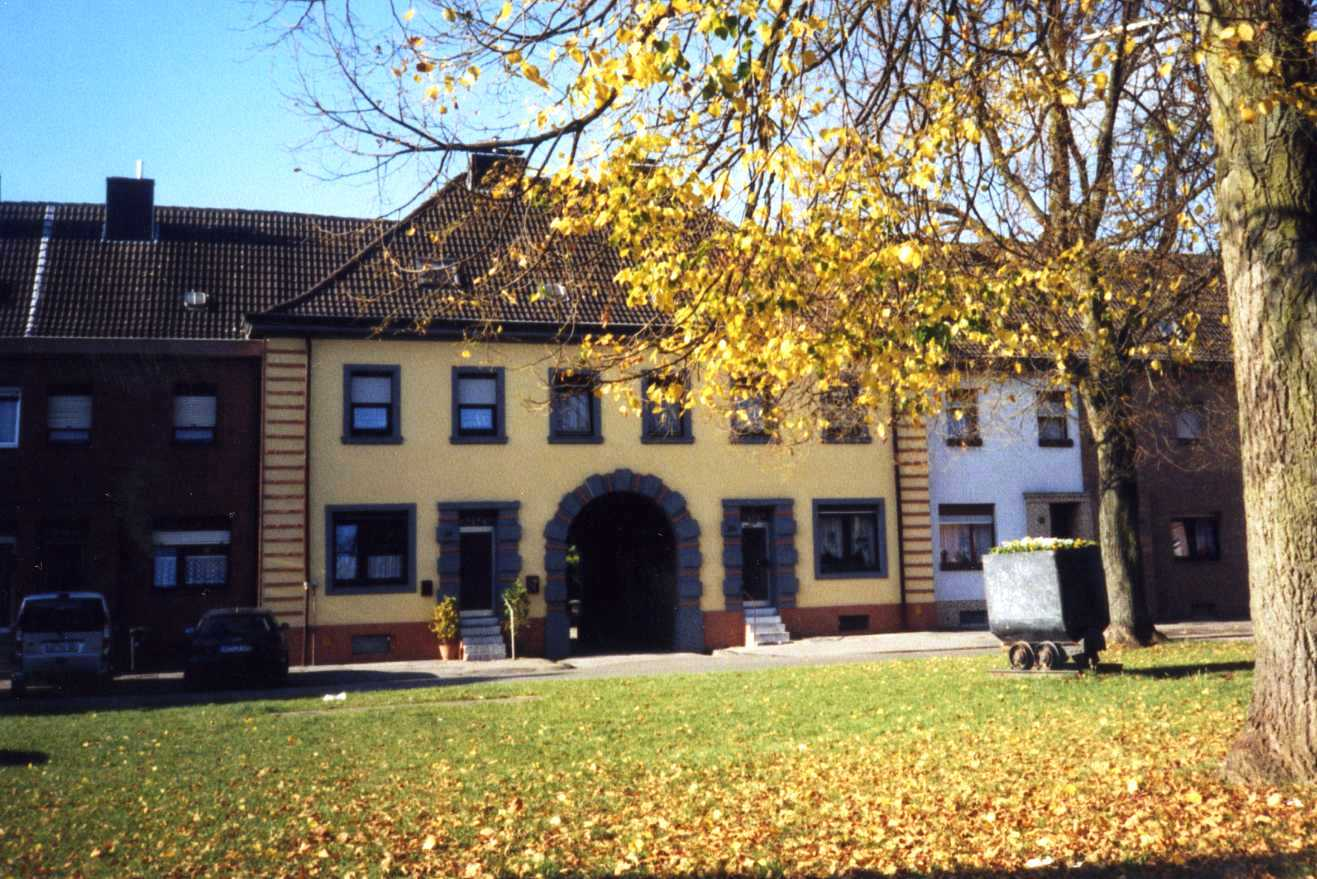
Die Waggeserei in der Saarstraße

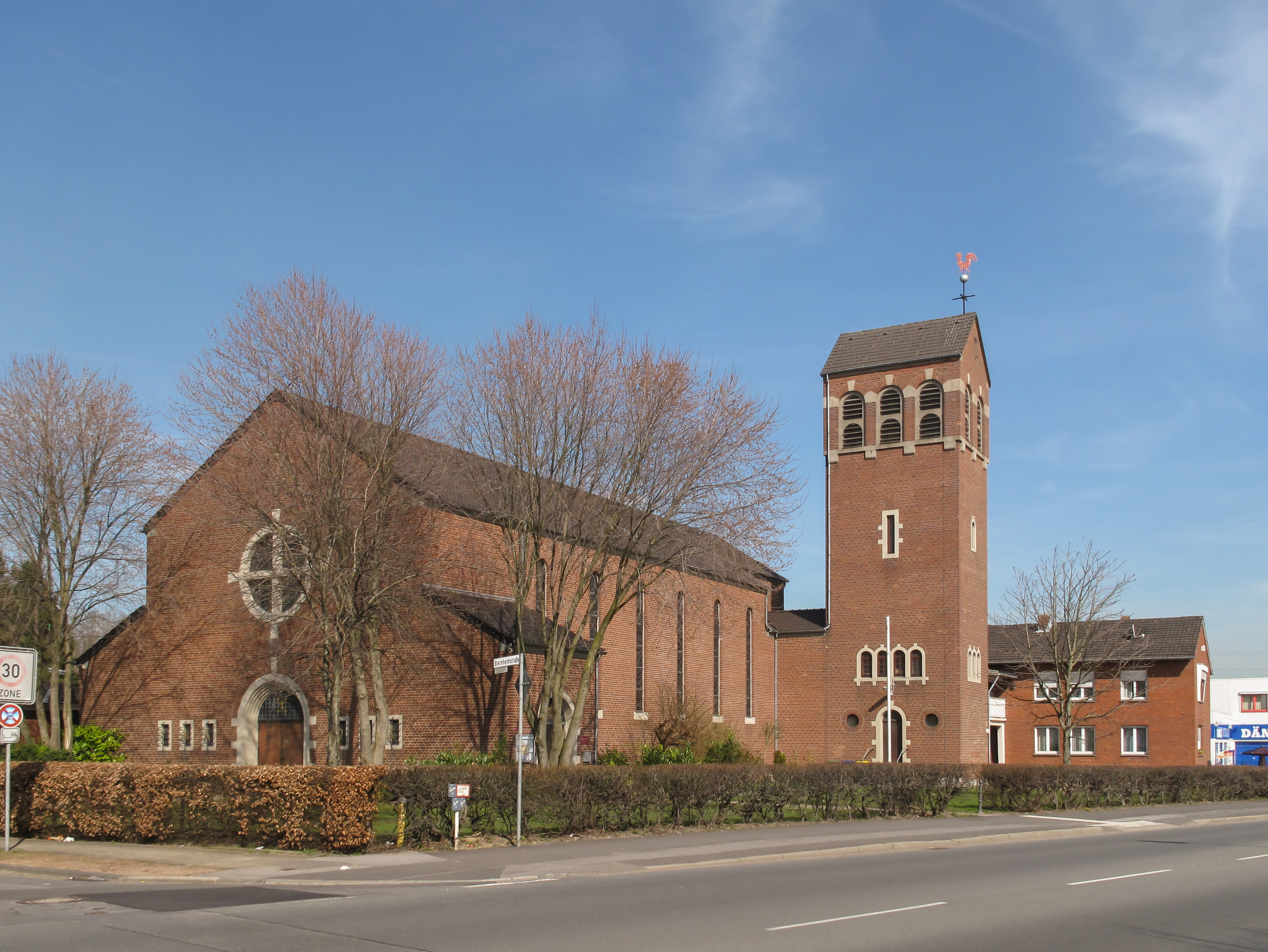
Herz Jesu

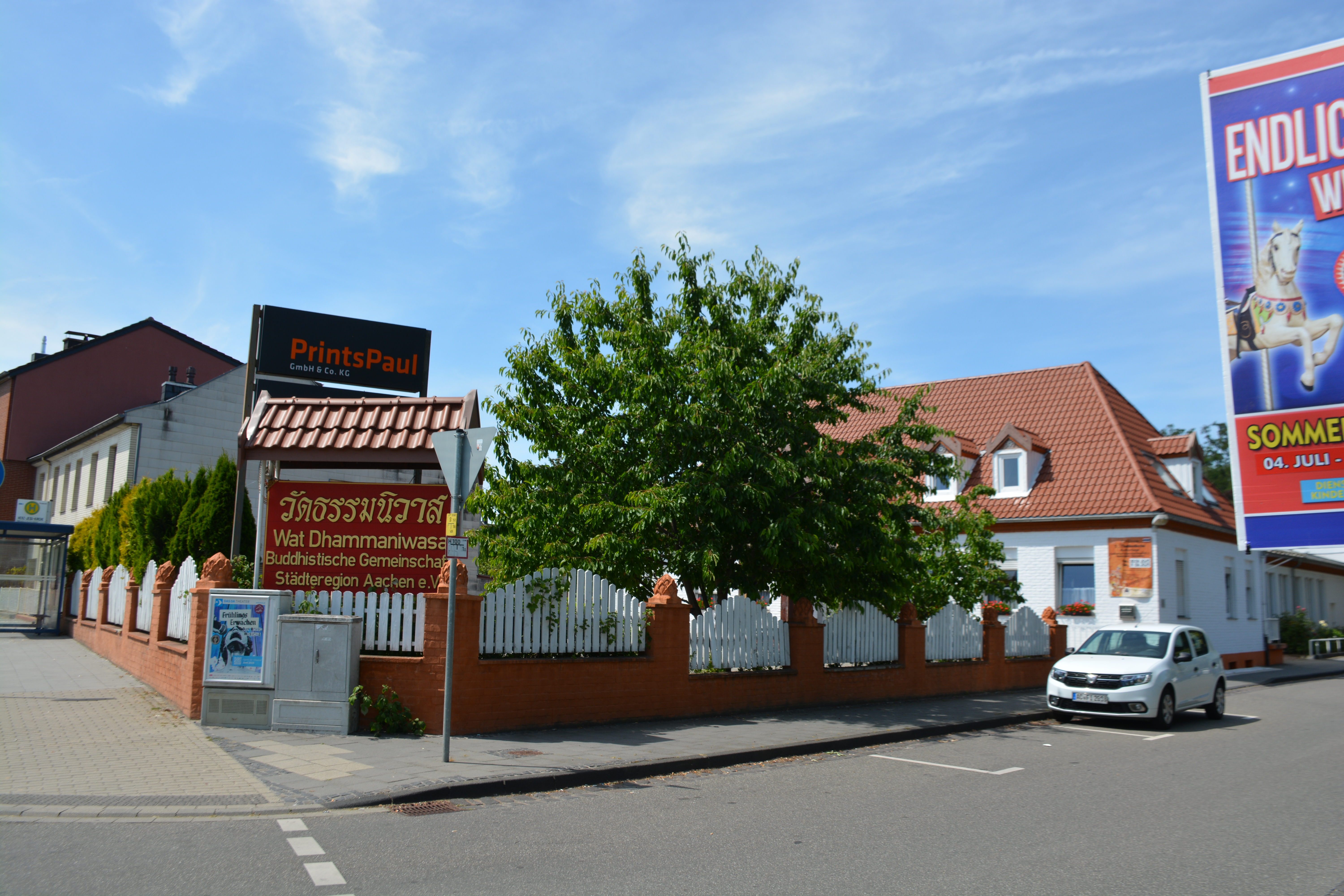
Buddhistischer Tempel Wat Dhammaniwasa

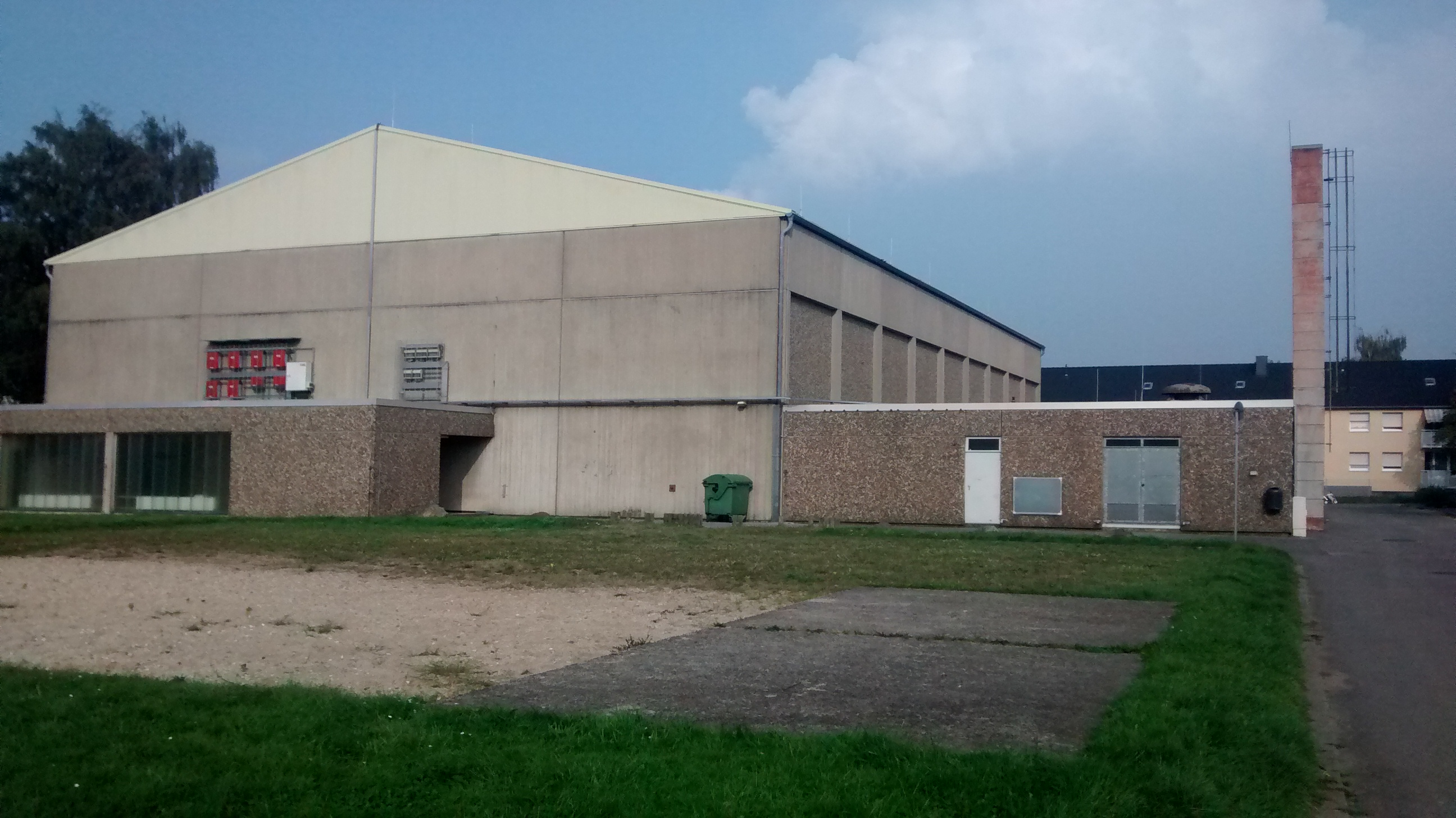
Eichendorffhalle in Eschweiler-Ost

Eschweiler-Ost ist der östliche Stadtteil Alt-Eschweilers, heute zwischen Stadtmitte (genauer: Klee Oepe) und Eschweiler-Weisweiler gelegen.

## Geschichte
In den Jahren 1927 bis 1930 wurde in Eschweiler-Ost aufgrund der rasch wachsenden Bevölkerung eine Bergarbeitersiedlung mit Namen "Kolonie Wetterschacht" auf offenem Gelände zwischen Eschweiler (damals Landkreis Aachen) und Weisweiler (damals Kreis Düren) errichtet. Träger waren der Eschweiler Bergwerksverein EBV und die Aachener Bergmannssiedlungsgesellschaft mbH (ABS). In erster Linie waren die Bergarbeiter in der Grube Reserve beschäftigt. Schon vor den 1920er Jahren waren die "Südstraße" mit der Häuserreihe Nr. 1 bis 19 und gegenüber die Straße "An Wardenslinde" mit den Nr. 2 bis 12, ebenso in östlicher Richtung an der "Dürener Straße" die Häuser Nr. 175 bis 207 gebaut worden. Diese Siedlungsgebiete bilden den alten Kern des Stadtteils Eschweiler-Ost und stehen unter Denkmalschutz.
Der Straßenname "Saarstraße" in Eschweiler-Ost erinnert an die dortigen Bergarbeiter, welche überwiegend aus dem Saarland kamen. In Volksmund heißt die Siedlung Waggeserei in Anlehnung an die "Waggese", wie in Eschweiler Mundart Saarländer und Elsässer (Wasgau) genannt werden.
Da die "Rheinstraße" in den 1960er und 1970er Jahren als sozialer Brennpunkt stadtbekannt wurde, wurde sie und ihren Nebenstraßen in "Moselstraße", "Maasstraße" und "Weserstraße" 1979 umbenannt.

## Verkehr
Eschweiler-Ost liegt entlang der B 264. Der nächste Autobahnanschluss ist Eschweiler-Ost auf der A 4. Am 18. Dezember 2006 wurde diese neue Anschlussstelle eröffnet, jedoch nur auf dem südlichen Teil aus Richtung Aachen und in Richtung Köln; in alle Richtungen befahrbar ist sie seit dem 29. Juni 2007.
Eschweiler-Ost verfügt über die vier ÖPNV-Haltestellen „Südstraße“, „Herz-Jesu-Kirche“, „Wetterschacht“ und „Lynenwerk“ der Linien 28, 48, 52, 94 und 96 zwischen „Eschweiler Bushof“ und Weisweiler bzw. Langerwehe bzw. Inden.
| Linie | Betreiber | Verlauf |
| ----- | --------- | --- |
| 28    | ASEAG     | Alsdorf-Annapark – Schaufenberg – Siedlung Ost – Mariadorf – Hoengen – Warden – Kambach – Kinzweiler – Hehlrath – Röhe – Eschweiler Bushof – Rathaus – Herz-Jesu-Kirche – Weisweiler – Hücheln (– Langerwehe Bf – Langerwehe Schulzentrum) |
| 48    | ASEAG     | Stolberg Mühlener Bf – Birkengang – Donnerberg – Donnerberg Kaserne – Eschweiler Stadtwald – Waldsiedlung – Pumpe-Stich – Eschweiler Hbf – Röthgen – Odilienstraße – Krankenhaus – Eschweiler Bushof – Vöckelsberg                         |
| 52    | ASEAG     | (Hücheln – Weisweiler –) Eschweiler Südstraße – Rathaus – Eschweiler Bushof – Röhe – Talbot – Ludwig Forum – Aachen Bushof |
| 96    | ASEAG     | Langerwehe Schulzentrum – Langerwehe Bf – Weisweiler Bf – Weisweiler Frankenplatz – Elektrowerk – Herz-Jesu-Kirche – Rathaus – Eschweiler Bushof                                                                                           |

Der nächste Bahnhof ist „Eschweiler-Nothberg“ der Euregiobahn. Der nächste DB-Bahnhof ist „Eschweiler Hbf“.

## Herz Jesu
Herz Jesu war der Name der katholischen Kirchengemeinde und Pfarrkirche in Eschweiler-Ost an der Dürener Straße, von 1938 bis 1939 trotz der schwierigen Zeitlage gebaut. Infolge der großen Pfarre St. Peter und Paul und der starken Bergmannssiedlungen am Ostrand der Stadt Eschweiler war dies notwendig geworden. Wegen der Errichtung des Westwalls wurden die Bauarbeiten mehrere Monate unterbrochen.
Die Kirche wurde am 20. Juni 2015 entweiht, nachdem die Kirchengemeinde einige Jahre zuvor wieder mit der Pfarrgemeinde Peter und Paul zusammengelegt worden war. Seit dem 5. März 2020 steht die Herz-Jesu-Kirche unter Denkmalschutz.